# Emily Forcart-Respinger
Emily Forcart-Respinger (* 9. November 1886 in Basel; † 7. April 1945 in Yverdon-les-Bains; heimatberechtigt in Basel) war eine Schweizer Redaktorin aus dem Kanton Basel-Stadt.

## Leben
Emily Forcart-Respinger war eine Tochter von Wilhelm Respinger, Kaufmann, und der Emma Cecile Respinger, geborene His. Im Jahr 1909 heiratete sie Kurt Forcart, Arzt. Forcart-Respinger wuchs in Basel in konservativer Umgebung auf.
Im Ersten Weltkrieg begleitete sie Verwundetenzüge durch Europa. Anschliessend lebte sie lange in Kairo. Von den 1930er Jahren an war sie publizistisch und journalistisch tätig. Als einzige Frau nahm sie in der Berichterstattung über den Spanischen Bürgerkrieg für General Franco Partei.
1939 trat Forcart-Respinger dem Frauenhilfsdienst (FHD) bei. 1940 wurde sie Pressechefin des FHD. Ab 1941 war sie als Redaktorin der von ihr gegründeten FHD-Zeitung tätig, ab 1942 gab sie den Frauenhilfsdienst-Kalender heraus.

## Werke
- Basel und das Seidenband. Birkhäuser, Basel 1942.
- Wir vom FHD! Der militärische Frauenhilfsdienst der Schweiz. Herausgegeben von Emily Forcart-Respinger. Schweizer Spiegel Verlag, Zürich 1942.